# Pandemia de COVID-19 en Sinaloa
La pandemia de enfermedad por coronavirus en Sinaloa es parte de la pandemia de enfermedad por coronavirus causada por el COVID-19. El primer caso se detectó el 27 de febrero de 2020 siendo el segundo caso a diferencia de unas horas del primero con confirmado en la Ciudad de México. Se trataba de un hombre hidalguense de 41 años con antecedente de viaje a Italia.

## Antecedentes
En diciembre de 2019, la Organización Mundial de la Salud dio a conocer la existencia de la enfermedad infecciosa COVID-19, ocasionada por el virus SARS-CoV-2, tras suscitarse un brote en la ciudad de Wuhan, China. El 28 de febrero de 2020, se confirmaron los primeros casos en México: un italiano de 35 años de edad, residente de la Ciudad de México, y un ciudadano del estado de Hidalgo que se encontraba en el estado de Sinaloa. El ciudadano hidalguense originario de Tizayuca, permaneció cerca de 12 días aislado en un hotel en Culiacán, Sinaloa. Contagiándose después de un viaje a Italia del 16 al 21 de febrero. El 11 de marzo esta persona regreso a Hidalgo, fue sometido a las pruebas de control, por lo que se le declaró libre de la enfermedad. La pandemia por COVID-19 tuvo una segunda ola en enero del 2021, después de los festejos de fin de año. Una tercera ola de COVID-19, azotó al estado a mediados del mes de junio del 2021, después del ingreso de la variante Delta al país y se prolongó hasta mediados de septiembre, la cual fue la que provocó más muertes y contagios, sobre todo en la capital Culiacán.